# Ficklampa

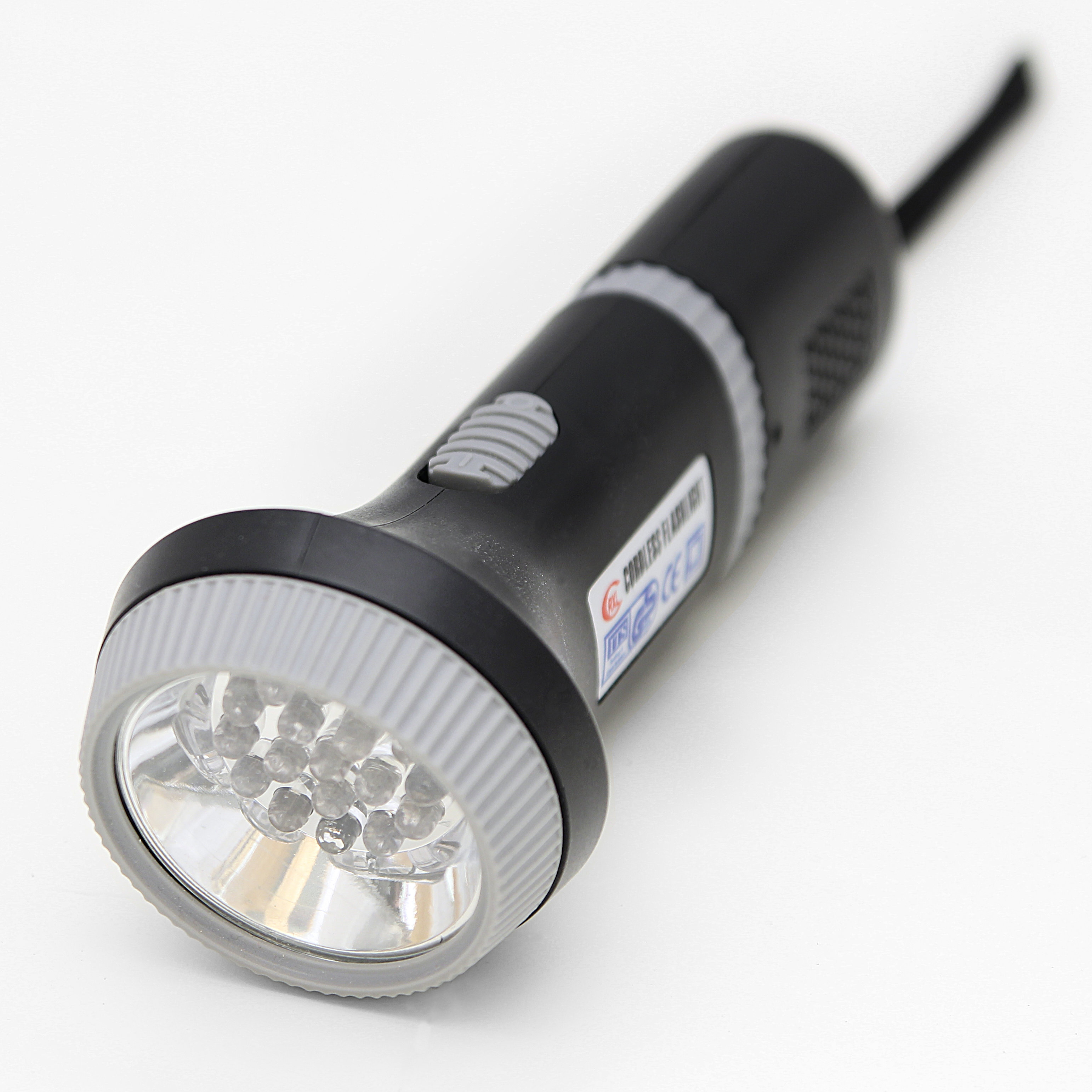
En LED-ficklampa.

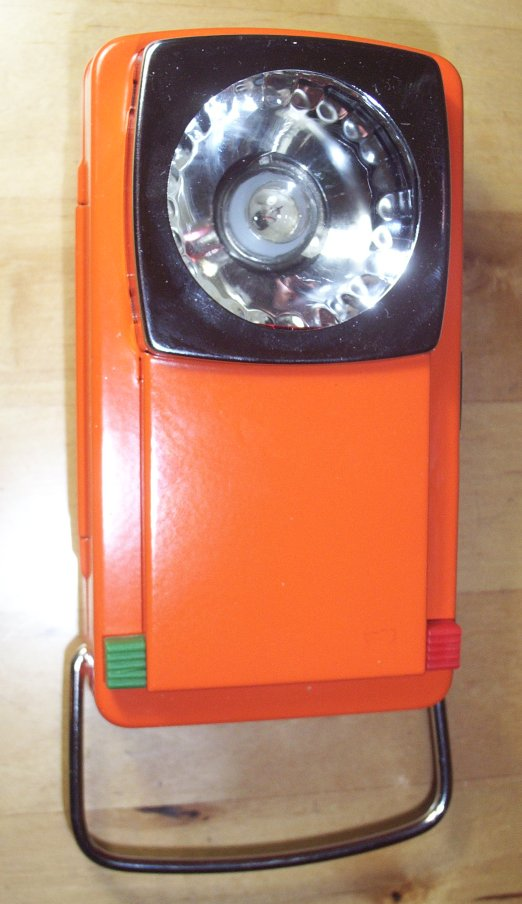
Ficklampor för platta 4,5-volts batterier har/hade ofta ljuset riktat åt sidan.

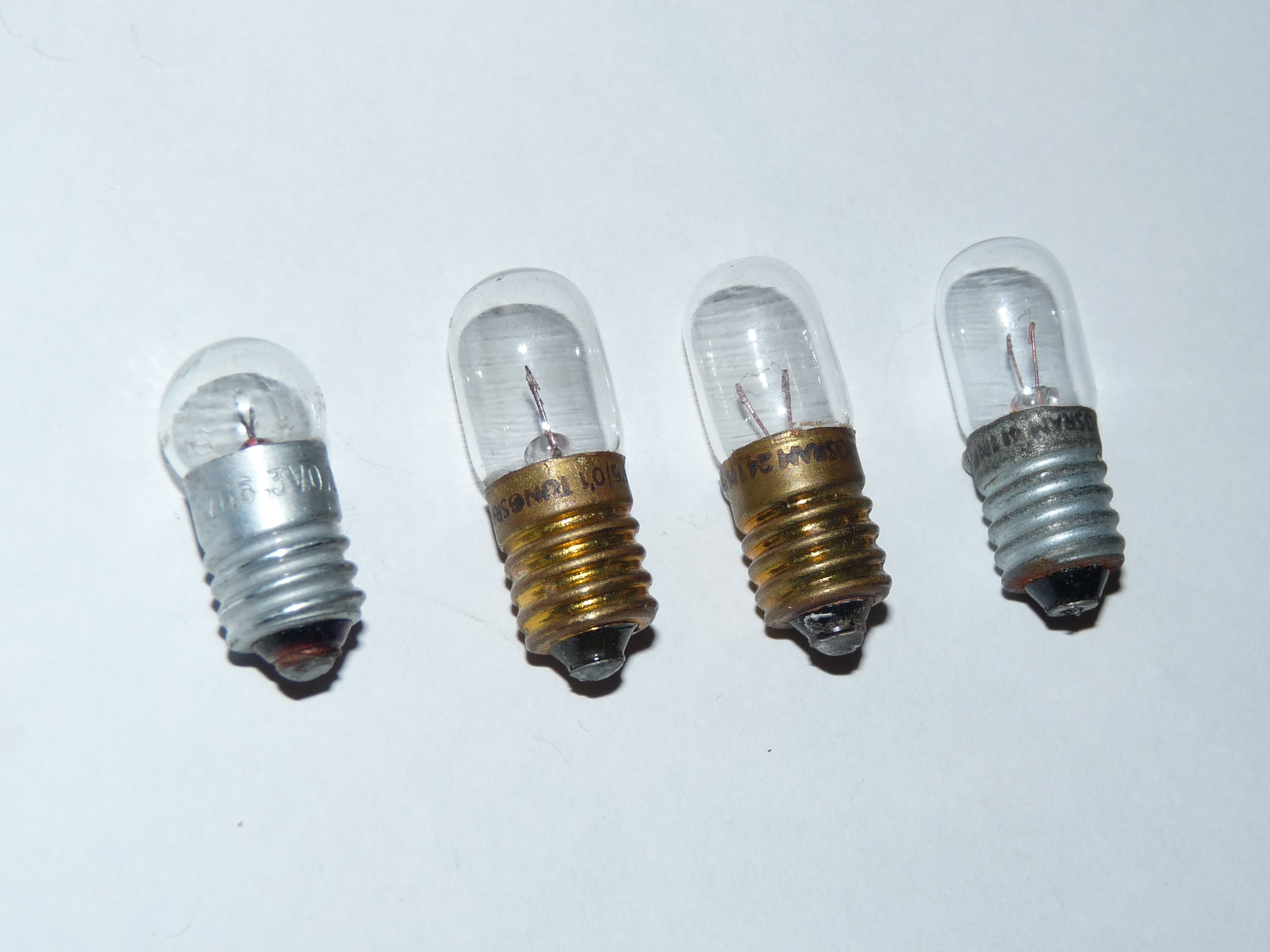
Glödlampor i ficklampor är i regel små, som de här "E10-lamporna".

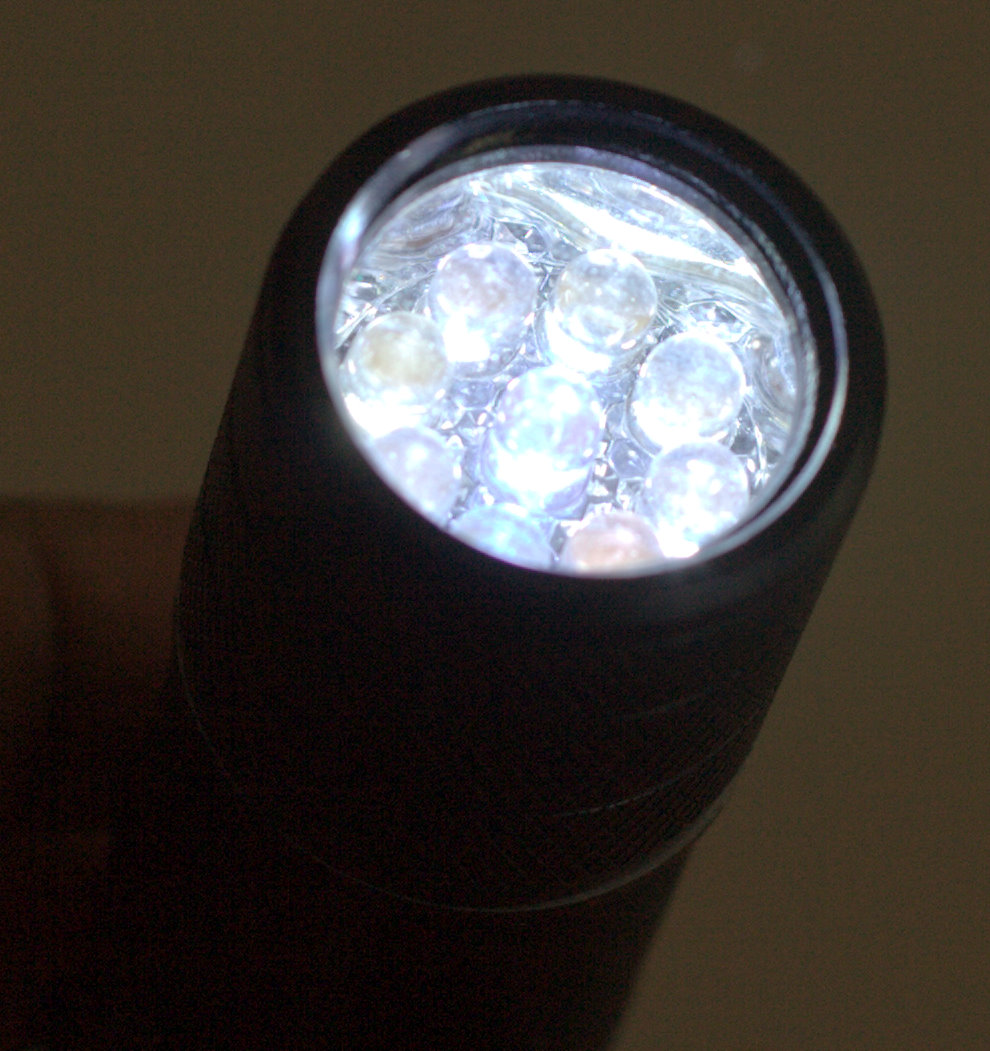
I moderna glödlampor är ljuskällan ofta en eller flera lysdioder.

Ficklampa är ett bärbart belysningssverktyg där ljuskällan består av en eller flera elektriska lampor. Den första ficklampan uppfanns 1898. Den var från början handhållen men för stor för att få plats i en ficka; senare under 1900-talet utvecklade varianter i "fickformat". De inbyggda ljuskällorna är numera ofta små kryptonglödlampor eller lysdiodlampor. Ficklampor är traditionellt batteridrivna.

## Historik

### Bakgrund
Uppfinningen av ficklampan förutsatte två andra uppfinningar – av det torra batteriet och av miniatyriserade glödlampor. Dessa kom till stånd under sent 1800-tal.
Den första ficklampan uppfanns år 1898 av batteritillverkaren Joshua Lionel Cowen (som två år senare uppfann modelljärnvägen) och var egentligen tänkt att vara krukväxtbelysning. Den skulle stickas ned i jorden och bestod av ett metallrör med batteri och en glödlampa. Cowen sålde idén och verksamheten till Conrad Hubert som blev miljonär på att sälja växtlampan som ficklampa.

### Utveckling i början av 1900-talet
Tidiga ficklampor använde glödlampor med glödtråd av kol och brunstensbatterier som strömkälla. Det innebar att lampan inte kunde användas kontinuerligt utan behövde stängas av ibland.
År 1904 utvecklades den mer energiekonomiska och hållbara glödlampan med glödtråd av volfram. Detta, tillsammans med utvecklingen av bättre batterier, gjorde att bärbara elektriska lampor började konkurrera ut fotogenlampor och andra äldre ljuskällor.
I början av 1920-talet hade flera olika typer av "ficklampor" utvecklats:
- cylindriska lampor med cylindriskt batteri av olika diameter
- lanternavarianter som kunde ställas ner för längre användning
- lampor av fickstorlek, för detaljarbeten
- bärbara strålkastare av typen sökljus

År 1922 användes olika sorters ficklampor av cirka 10 miljoner amerikaner.

### Senare år
Under efterkrigstiden spreds användningen av ficklampor till i princip alla hushåll i industriländerna. Den goda tillgången på småbatterier och masstillverkning av ficklampor höll också priset nere.
Utvecklingen av mer energisnåla lampor och batterier fortsatte. Framemot slutet av 1900-talet tog alkaliska batterier över marknaden från de äldre brunstensbatterierna, medan flera generationer av laddningsbara batterier togs fram för olika hushållsändamål (inklusive för ficklampor).
2000-talets ficklampor innehåller ofta en eller flera lysdioder istället för en liten kryptonglödlampa (en lamptyp som på 1940-talet började monteras i strålkastare ). Ficklampor kan variera i storlek och vara från några centimeter upp till omkring en halvmeter långa. De allra minsta ficklamporna drivs av knappcellsbatterier medan övriga vanligen drivs av standardbatterier. Det finns även laddningsbara ficklampor som laddas i eluttaget eller 12 V, solcellsficklampor som laddas i solljus samt dynamoficklampor som "pumpas upp", vevas eller skakas igång. Solcells- och dynamoficklamporna är populära som nödlampor i händelse av exempelvis strömavbrott eller krig. Dessa kan ha integrerad radio, USB-utgång för laddning av mobiltelefon och eventuellt andra funktioner som kan vara användbara i en krissituation.

## Ord och etymologi
År 1906 användes det svenska ordet 'ficklampa' för första gången. I USA kallas ficklampa för flashlight, men i engelskan utanför USA används ofta samma ord för ficklampa som för fackla – torch.
Till begreppet ficklampa uppstod 2001 verbet fickla med betydelsen 'lysa med ficklampa'.

## Bildgalleri

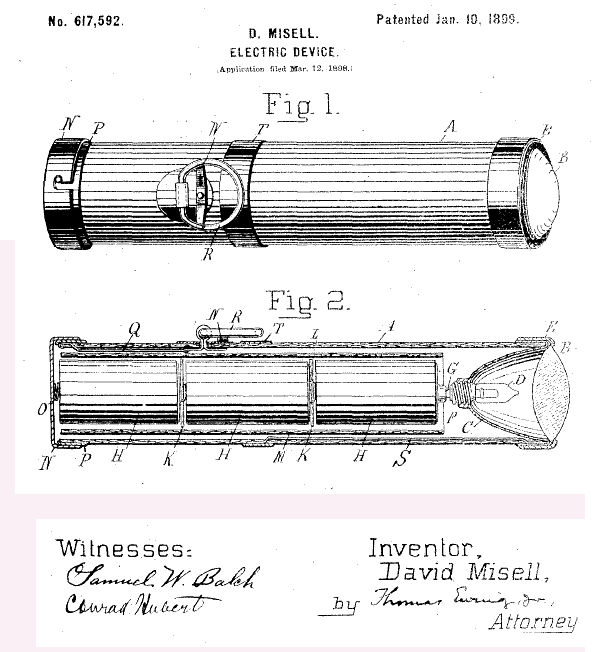
Streckteckningar från Patent 617 592 som visar en genomskärning med tre batterier, reflektor och lins.
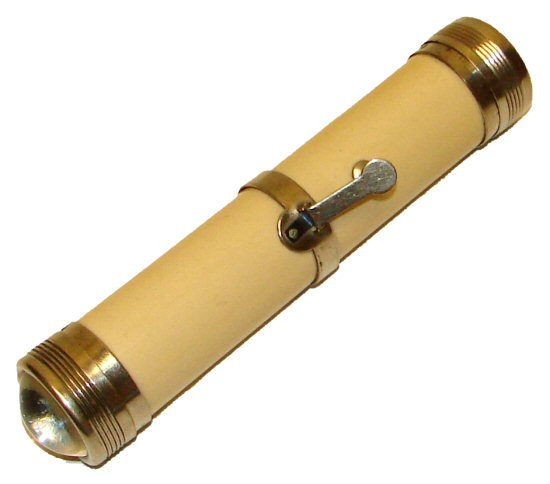
1899 års ficklampa var ett fiberrör med mässingslock i ena ändan och en stor glaslins i den andra.
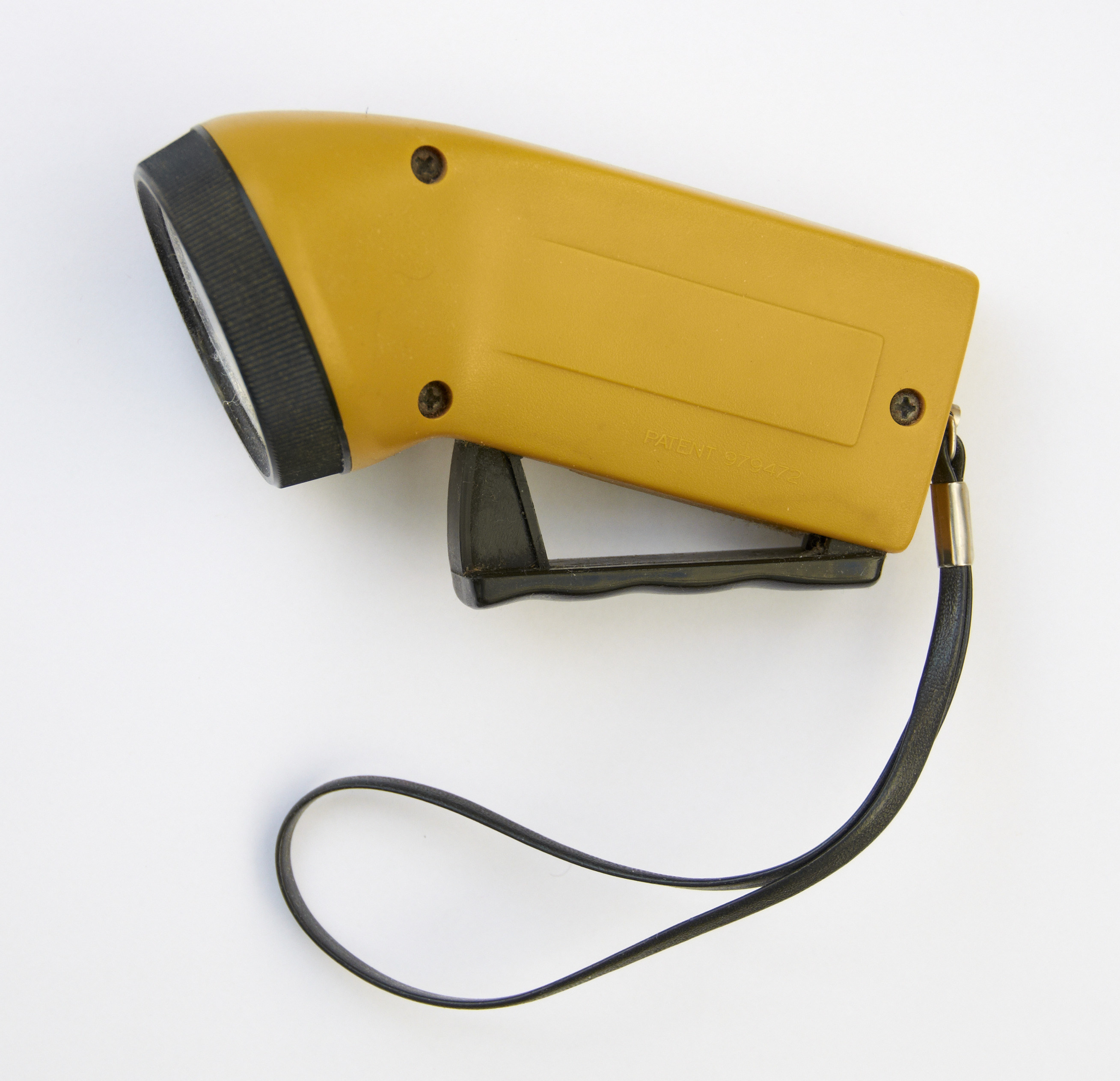
Äldre dynamoficklampa utan batteri. Lampan lyser endast genom ett ihållande "handpumpande".
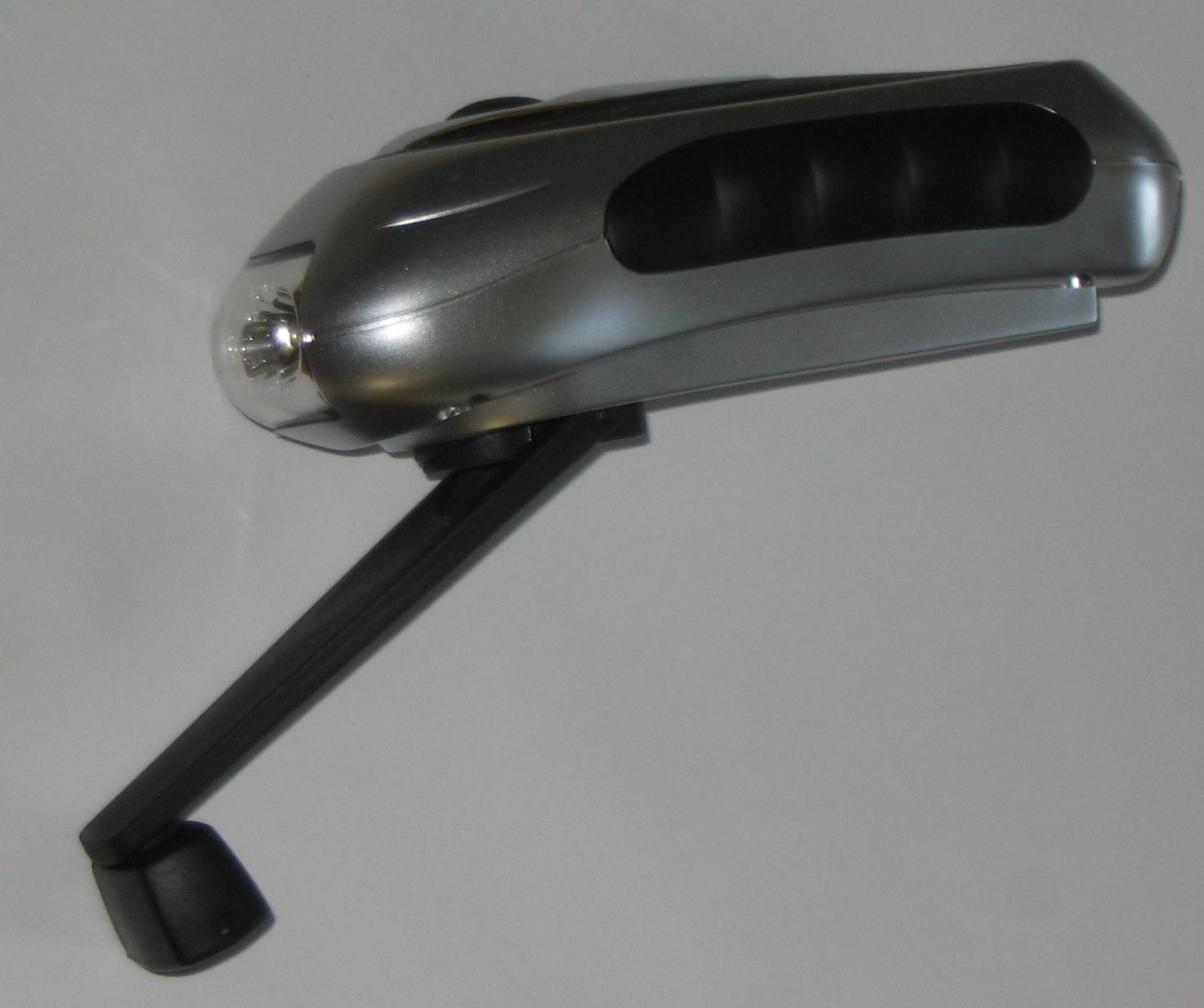
Modern dynamoficklampa med batteri som laddas via vev.
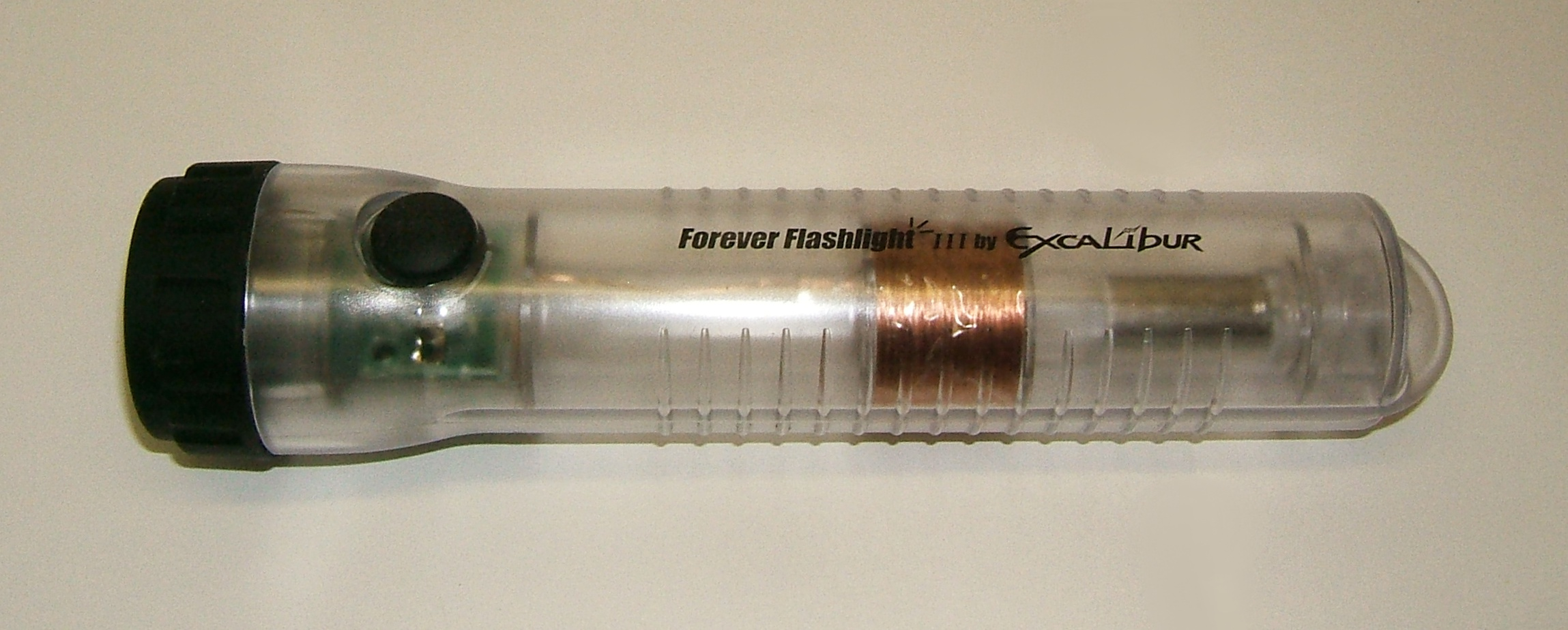
Modern dynamoficklampa med batteri som laddas genom skakning.

## Källhänvisningar
1. 1 2 3  ”Vem uppfann ficklampan?”. Världens Historia. http://varldenshistoria.se/fraga-oss/vem-uppfann-ficklampan. Läst 7 maj 2012.
2. ↑  Brooke Schumm. ”Nonrechargeable Batteries” (på engelska). The Electrochemistry Encyclopedia. Arkiverad från originalet den 22 oktober 2013. https://web.archive.org/web/20131022104620/http://electrochem.cwru.edu/encycl/art-b02-batt-nonr.htm. Läst 21 december 2014.
3. ↑  William T. O'Dea: The Social History of Lighting, Routledge and Kegan, 1958, p. 90–91
4. ↑  Eugene H. Mathews, "Flashlights and Flashlight Batteries". i Transactions of the IES vol. 17, mars 1922, p. 135–146. (engelska)
5. ↑  "Batteriets historia". Arkiverad 6 februari 2015 hämtat från the Wayback Machine. Batteriforeningen.se. Läst 21 december 2014.
6. ↑  Rebecca Matulka/Daniel Wood: "The History of the Light Bulb". Energy.gov. Läst 21 december 2014. (engelska)
7. ↑  "PREPARING WORLD'S BRIGHTEST LIGHT FOR TEST". SI.se. Läst 21 december 2014. (engelska)
8. ↑  "ficklampa". NE.se. Läst 19 december 2014.
9. ↑  Nyordslista 2001: fickla. Arkiverad 27 januari 2018 hämtat från the Wayback Machine. sprakochfolkminnen.se Läst 19 december 2014.